# Киријакија, Велерија и Марија
Свете мученице Киријакија, Велерија и Марија су хришћанске светитељке. Све три су биле пореклом из Кесарије Палестинске. Када је отпочело гоњење хришћана, оне су се повукле из града у једну колибу, и ту се Богу молиле, постећи, да би се вера Христова распрострла по целом свету и да би престало гоњење Цркве. Ошужене су, изведене на суд, мучене и на крају убијене 304. године. 
Српска православна црква слави их 7. јуна по црквеном, а 20. јуна по грегоријанском календару.